# Gigantoletria amseli
Gigantoletria amseli är en fjärilsart som beskrevs av Lancelot A. Gozmany 1954. Gigantoletria amseli ingår i släktet Gigantoletria och familjen spillningsmalar. Inga underarter finns listade i Catalogue of Life.